# Кисела фаца
Кисела фаца (енгл. Lemonade Mouth) амерички је тинејџерско-драмски мјузикл из 2011. године у режији Патрисије Риген, а по сценарију Ејприл Блер. Темељи се на истоименом роману Марка Питера Хјуза из 2007. године. Главне улоге глуме: Бриџит Мендлер, Адам Хикс, Наоми Скот, Хејли Кијоко и Блејк Мајкл. Филм говори о петоро средњошколаца који се упознају током школске казнене наставе и формирају групу како би се изборили за своја уверења и превазишли своје индивидуалне и колективне борбе.
Премијерно га је емитовао Disney Channel 15. априла 2011. године као Disney Channel Original Movie. Пратило га је преко 7 милиона гледалаца током премијере и добио је углавном позитивне критике, уз похвале за глумачки ансамбл, сценарио, режију и теме искрености, интегритета и самоизражавања. Освојио је неколико награда и номинација.
Истоимени саундтрек објављен је у априлу 2011. године, а остварио је значајан комерцијални успех и достигао четврто место на америчкој топ-листи Billboard 200 и треће место на америчкој топ-листи Top Digital Albums. Као и филм, добио је углавном позитивне критике, уз посебне похвале за оригиналност. Сингл „Determinate” добио је JanNEWary Award за најбољу песму на iTunes-у.

## Радња
Прича прати пет различитих средњошколаца — Оливију (Бриџит Мендлер), Мо (Наоми Скот), Чарлија (Блејк Мајкл), Стелу (Хејли Кијоко) и Вена (Адам Хикс) који се упознају током школске казнене наставе. Они схватају да им је суђено да заједно свирају рок и формирају групу која постаје шампион за ученике које средњошколска елита малтретира.

## Улоге
- Бриџит Мендлер као Оливија Вајт
- Адам Хикс као Вендел „Вен” Гифорд
- Хејли Кијоко као Стела Јамада
- Наоми Скот Мохини „Мо” Банџари
- Блејк Мајкл као Чарли Делгадо
- Ник Ру као Скот Пикет
- Крис Брошу као Реј Бич
- Тиша Кембел као госпођица Џени Резник
- Кристофер Макдоналд као директор Стенли Брениган
- Скот Такеда као Стелин отац
- Аријана Смит као Сидни
- Џудит Ране као Бренда
- Ајзак Кепи као Мел
- Рајан Монтано као Томи Делгадо
- Лорен Пул као Мокси Морис
- Боб Џесер као господин Гифорд
- Лиди Корбин као Џорџи Гифорд
- Ленс Капалди као запослени на благајни
- Шишир Куруп као господин Банџари
- Томас Санчез као Коп
- Џони Хектор као тренер
- Пол Кларк као Ендру
- Кејтлин Рибанс као Џулс
- Фил Луна као Чарлијев отац
- Рајан Монтано као Томи
- Чијара Брокау као Алекс
- Лора Мартинез Канингам као Чарлијева мајка
- Џејна Свит као Викторија
- Николас Мартинез као певач